# Banca centrale africana
La Banca centrale africana (ACB) è una delle tre istituzioni finanziarie dell'Unione africana.
La creazione dell'ACB, che prevede di introdurre l'Afro entro il 2028, è la prima che fece parte dell'Abuja Treaty nel 1991. La Dichiarazione di Sirte del 1999 decreta che venga completata per il 2020.